# Winkenhughesia
Winkenhughesia är ett släkte av plattmaskar. Winkenhughesia ingår i familjen Gastrocotylidae.
Kladogram enligt Catalogue of Life:
| Winkenhughesia | \| \| Winkenhughesia australis \| \| \| \| \| \| Winkenhughesia thyrsites \| \| \| \| |
|                | \| \| Winkenhughesia australis \| \| \| \| \| \| Winkenhughesia thyrsites \| \| \| \| |
|                | Areotestis                                                                            |
|                |                                                                                       |
|                | Churavera                                                                             |
|                |                                                                                       |
|                | Gastrocotyle                                                                          |
|                |                                                                                       |
|                | Gotocotyla                                                                            |
|                |                                                                                       |
|                | Lithidocotyle                                                                         |
|                |                                                                                       |
|                | Metapseudaxine                                                                        |
|                |                                                                                       |
|                | Neothoracocotyle                                                                      |
|                |                                                                                       |
|                | Neothroacocotyle                                                                      |
|                |                                                                                       |
|                | Pricea                                                                                |
|                |                                                                                       |
|                | Pseudaxine                                                                            |
|                |                                                                                       |
|                | Pseudaxinoides                                                                        |
|                |                                                                                       |
|                | Scomberocotyle                                                                        |
|                |                                                                                       |
|                | Thoracocotyle                                                                         |
|                |                                                                                       |
|                | Winkenhughesia australis                                                              |
|                |                                                                                       |
|                | Winkenhughesia thyrsites                                                              |
|                |                                                                                       |

|  | Winkenhughesia australis |
|  |                          |
|  | Winkenhughesia thyrsites |
|  |                          |